# Hey! 모두 잘 지내?
〈Hey! 모두 잘 지내?〉(일본어: Hey! みんな元気かい? ヘイ みんなげんきかい[*])는 KinKi Kids의 13번째 싱글이다.

## 해설
2001년의 3번째 싱글이다. 작사·작곡에 진심 브라더즈의 쿠라모치 요이치(YO-KING)를 기용. YO-KING은 자신의 앨범 《IT'S MY ROCK'N'ROLL》에서 셀프 커버했다.
초회판에는 본작의 타이업이 주제가로도 되어 있는 쯔요시 주연 드라마의 삽입노래(사카모토 큐의 대표곡 《올려다봐 밤의 별을》의 커버)이 수록되고 있어, 이쪽은 쯔요시 솔로로의 작품이 되고 있다. 초회반은 보너스 트랙을 포함해 5곡이 되어, 과거 최다의 수록곡 수가 되어 있다.
c/w로써 KinKi Kids의 2명이 작사·곡을 담당한 〈아이노 카타마리〉가 수록되고 있다. 싱글에서는 〈좋아하게 돼 사랑하게 돼〉 이래가 된다. 덧붙여 이 〈아이노 카타마리〉는 베스트 앨범 《39》의 선곡 때의 팬 투표 제1위로 선택된 곡이다.

## 수록곡

### 초회반
1. Hey! みんな元気かい? / Hey! 모두 잘 지내?
(작사·작곡: YO-KING / 편곡: F.L.P)
도모토 쯔요시 주연의 TBS 계열 텔레비전 드라마 《학교 선생님》 주제가.
2. 愛のかたまり / 사랑 덩어리
(작사: 도모토 쯔요시 / 작곡: 도모토 코이치 / 편곡: 요시다 켄)
2000년의 〈좋아하게 돼 사랑하게 돼〉 이래의 자작곡. 이 때와 마찬가지로, 작사를 쯔요시, 작곡은 코이치가 담당했다. 본인들이 스스로 제작한 적도 있어, 《신 도모토 형제》에서 KinKi Kids의 c/w 명곡으로 소개되고 있었다. 베스트 앨범 《KinKi Single Selection II》에 c/w로써는 유일 수록되고 있다. 작곡한 코이치는, 자신의 무대 《SHOCK》에서 솔로로 피로하고 있다. 《F album》에는 어쿠스틱 버전으로 리테이크된 것이 수록되었다. 베스트 앨범에는 오리지널 버전으로 수록. 모리나가 제과 《다스》 CM 송으로 사용되었다.
3. Hey! みんな元気かい? (Instrumental)
4. 愛のかたまり (Instrumental)
5. 見上げてごらん夜の星を (Bonus Track) / 올려다봐 밤의 별을
(작사: 에이 로쿠스케 / 작곡: 이즈미 타쿠 / 편곡: 하야시베 나오키)
쯔요시의 솔로곡. 사카모토 큐가 발표해 대 히트한 악곡의 커버. 현재에도 수많은 아티스트에게 커버되고 있다. 솔로이기 때문에 엄밀하게는 KinKi Kids 명의의 작품은 아니지만, KinKi Kids의 싱글곡에서는 유일한 커버곡이다. A면이 타이업으로 본인도 출연하는 《각코의 선생님》에서는 삽입곡으로써도 기용되었다. 어쿠스틱 기타를 주로 한 곡조가 되어 있다.

### 통상반
1. Hey! みんな元気かい? / Hey! 모두 잘 지내?
2. 愛のかたまり / 사랑 덩어리
3. Hey! みんな元気かい? (Instrumental)
4. 愛のかたまり (Instrumental)